# El Banco
El Banco là một khu tự quản thuộc tỉnh Magdalena, Colombia. Thủ phủ của khu tự quản El Banco đóng tại El Banco Khu tự quản El Banco có diện tích 816 ki lô mét vuông. Đến thời điểm ngày 28 tháng 5 năm 2005, khu tự quản El Banco có dân số 54992 người.